# Volta a Califòrnia 2016
La Volta a Califòrnia 2016, onzena edició de la Volta a Califòrnia, es disputà entre el 15 i el 22 de maig de 2016 sobre un recorregut de 1.254 km dividits en 8 etapes. La cursa formava part de l'UCI America Tour 2016.
El vencedor final fou el francès Julian Alaphilippe (Etixx-Quick Step), que fou acompanyat al podi per l'australià Rohan Dennis, vencedor de la contrarellotge de la sisena etapa, i per l'estatunidenc Brent Bookwalter, ambdós membres del BMC Racing Team. Alaphilippe aconseguí el liderat després de la victòria en la tercera etapa, l'etapa reina, i aconseguí conservar-lo fins a la fi de la cursa.
Peter Sagan (Etixx-Quick Step), vencedor de dues etapes i segon en dues més, aconseguí la victòria en la classificació per punts, Evan Huffman (Rally Cycling) la de la muntanya, Neilson Powless (Axeon-Hagens Berman), la dels joves i el BMC Racing Team fou el millor equip.

## Equips participants
Classificada amb categoria 2.HC de l'UCI Amèrica Tour, la Volta a Califòrnia és oberta als equips World Tour amb un límit del 70% dels equips participants, als equips continentals professionals, als equips continentals i als equips nacionals.
En aquesta edició hi prenen part 18 equips: 10 World Tour, 3 equips continentals professionals i 5 equips continentals:
- 10 equips World Tour: BMC Racing Team, Cannondale, Dimension Data, Etixx-Quick Step, Team Giant-Alpecin, Team Katusha, Team LottoNL-Jumbo, Team Sky, Team Tinkoff, Trek Factory Racing
- 3 equips continentals professionals: Direct Énergie, Novo Nordisk, UnitedHealthcare
- 5 equips continentals: Axeon-Hagens Berman, Holowesko-Citadel-Hincapie Sportswear, Jelly Belly-Maxxis, Rally Cycling, Wiggins

## Etapes
| Etapa    | Data       | Ciutats d'etapa                         | type                      | Distància (km) | Vencedor de l'etapa | Líder de la general |
| -------- | ---------- | --------------------------------------- | ------------------------- | -------------- | ------------------- | ------------------- |
| 1a etapa | 15 de maig | San Diego – San Diego                   | etapa accidentada         | 175            | Peter Sagan         | Peter Sagan         |
| 2a etapa | 16 de maig | South Pasadena – Santa Clarita          | etapa de mitja muntanya   | 148,5          | Benjamin King       | Benjamin King       |
| 3a etapa | 17 de maig | Thousand Oaks – Comtat de Santa Barbara | etapa de muntanya         | 167,5          | Julian Alaphilippe  | Julian Alaphilippe  |
| 4a etapa | 18 de maig | Morro Bay – Circuit de Laguna Seca      | etapa accidentada         | 217            | Peter Sagan         | Julian Alaphilippe  |
| 5a etapa | 19 de maig | Lodi – South Lake Tahoe                 | etapa de mitja muntanya   | 212            | Toms Skujiņš        | Julian Alaphilippe  |
| 6a etapa | 20 de maig | Folsom – Folsom                         | contrarellotge individual | 20,3           | Rohan Dennis        | Julian Alaphilippe  |
| 7a etapa | 21 de maig | Santa Rosa – Santa Rosa                 | etapa accidentada         | 175,5          | Alexander Kristoff  | Julian Alaphilippe  |
| 8a etapa | 22 de maig | Sacramento – Sacramento                 | etapa plana               | 138            | Mark Cavendish      | Julian Alaphilippe  |

## Classificacions finals

### Classificació general
|    | Ciclista                    | Equip               | Temps       |
| -- | --------------------------- | ------------------- | ----------- |
| 1  | Julian Alaphilippe (FRA)    | Etixx-Quick Step    | 31h 47' 50" |
| 2  | Rohan Dennis (AUS)          | BMC Racing Team     | + 21"       |
| 3  | Brent Bookwalter (USA)      | BMC Racing Team     | + 43"       |
| 4  | Andrew Talansky (USA)       | Cannondale          | + 52"       |
| 5  | Lawson Craddock (USA)       | Cannondale          | + 1' 22"    |
| 6  | Samuel Sánchez (ESP)        | BMC Racing Team     | + 1' 22"    |
| 7  | George Bennett (NZL)        | Team LottoNL-Jumbo  | + 1' 50"    |
| 8  | Jurgen Van den Broeck (BEL) | Team Katusha        | + 1' 53"    |
| 9  | Neilson Powless (BEL)       | Axeon-Hagens Berman | + 1' 57"    |
| 10 | Laurens ten Dam (NED)       | Team Giant-Alpecin  | + 2' 10"    |

### Classificacions secundàries
|             | Ciclista                 | Equip            | Punts |
| ----------- | ------------------------ | ---------------- | ----- |
| Mallot verd | Peter Sagan (SVK)        | Team Tinkoff     | 68    |
| 2           | Alexander Kristoff (NOR) | Team Katusha     | 33    |
| 3           | Julian Alaphilippe (FRA) | Etixx-Quick Step | 26    |

|                       | Ciclista                 | Equip             | Punts |
| --------------------- | ------------------------ | ----------------- | ----- |
| Mallot de la muntanya | Evan Huffman (USA)       | Rally Cycling     | 36    |
| 2                     | Julian Alaphilippe (FRA) | Etixx-Quick Step  | 23    |
| 3                     | Oscar Clark (USA)        | Holowesko-Citadel | 22    |

|              | Ciclista                 | Equip               | Temps       |
| ------------ | ------------------------ | ------------------- | ----------- |
| Mallot blanc | Neilson Powless (USA)    | Axeon-Hagens Berman | 31h 49' 47" |
| 2            | Tao Geoghegan Hart (GBR) | Axeon-Hagens Berman | + 1' 03"    |
| 3            | Ruben Guerreiro (POR)    | Axeon-Hagens Berman | + 1' 25"    |

|   | Equip               | País         | Temps       |
| - | ------------------- | ------------ | ----------- |
| 1 | BMC Racing Team     | Estats Units | 95h 25' 10" |
| 2 | Axeon-Hagens Berman | Estats Units | + 4' 26"    |
| 3 | Trek-Segafredo      | Estats Units | + 7' 57"    |

## Evolució de les classificacions
| Etapa                  | Vencedor               | Classificació general | Classificació dels esprints | Classificació de la muntanya | Classificació dels joves | Classificació per equips | Combativitat   |
| ---------------------- | ---------------------- | --------------------- | --------------------------- | ---------------------------- | ------------------------ | ------------------------ | -------------- |
| 1                      | Peter Sagan            | Peter Sagan           | Peter Sagan                 | Oscar Clark                  | Dylan Groenewegen        | UnitedHealthcare         | Jacob Rathe    |
| 2                      | Benjamin King          | Benjamin King         | Peter Sagan                 | Evan Huffman                 | Daniel Eaton             | Cannondale               | William Barta  |
| 3                      | Julian Alaphilippe     | Julian Alaphilippe    | Peter Sagan                 | Evan Huffman                 | Neilson Powless          | BMC Racing Team          | Gregory Daniel |
| 4                      | Peter Sagan            | Julian Alaphilippe    | Peter Sagan                 | Evan Huffman                 | Neilson Powless          | BMC Racing Team          | Mark Cavendish |
| 5                      | Toms Skujiņš           | Julian Alaphilippe    | Peter Sagan                 | Evan Huffman                 | Neilson Powless          | BMC Racing Team          | Toms Skujiņš   |
| 6                      | Rohan Dennis           | Julian Alaphilippe    | Peter Sagan                 | Evan Huffman                 | Neilson Powless          | BMC Racing Team          | No entregat    |
| 7                      | Alexander Kristoff     | Julian Alaphilippe    | Peter Sagan                 | Evan Huffman                 | Neilson Powless          | BMC Racing Team          | Peter Sagan    |
| 8                      | Mark Cavendish         | Julian Alaphilippe    | Peter Sagan                 | Evan Huffman                 | Neilson Powless          | BMC Racing Team          | Toms Skujiņš   |
| Classificacions finals | Classificacions finals | Julian Alaphilippe    | Peter Sagan                 | Evan Huffman                 | Neilson Powless          | BMC Racing               | No atorgat     |